# Caymantangara
För den utdöda fågelarten Melopyrrha latirostris, se bractangara.
Caymantangara (Melopyrrha taylori) är en fågelart i familjen tangaror inom ordningen tättingar.

## Utbredning och systematik
Caymantangara förekommer endast på ön Grand Cayman i Caymanöarna. Den kategoriserades tidigare oftast som underart till kubatangara (Melopyrrha nigra), men urskiljs allt oftare som egen art.

## Status
Den kategoriseras av IUCN som nära hotad.